# Memoriał Jana Ciszewskiego 1984
II. Memoriał im. Jana Ciszewskiego odbył się 19 sierpnia 1984. Turniej wygrał Piotr Pyszny.

## Wyniki
- 19 sierpnia 1984, Stadion Miejski (Rybnik)

| Msc. | Zawodnik            | Klub                  | Pkt  |  |  |
| ---- | ------------------- | --------------------- | ---- |  |  |
| 1    | Piotr Pyszny        | ROW Rybnik            | 15   |  |  |
| 2    | Jan Nowak           | ROW Rybnik            | 11+3 |  |  |
| 3    | Antoni Skupień      | ROW Rybnik            | 11+2 |  |  |
| 4    | Bronisław Klimowicz | ROW Rybnik            | 11+1 |  |  |
| 5    | Jerzy Kochman       | Śląsk Świętochłowice  | 10   |  |  |
| 6    | Henryk Bem          | ROW Rybnik            | 10   |  |  |
| 7    | Marek Ziarnik       | Polonia Bydgoszcz     | 8    |  |  |
| 8    | Adam Pawliczek      | ROW Rybnik            | 8    |  |  |
| 9    | Henny Kroeze        |                       | 7    |  |  |
| 10   | Adam Janik          | Stal Rzeszów          | 7    |  |  |
| 11   | Zdzisław Rutecki    | Polonia Bydgoszcz     | 6    |  |  |
| 12   | Krzysztof Zarzecki  | Śląsk Świętochłowice  | 6    |  |  |
| 13   | Mirosław Korbel     | ROW Rybnik            | 4    |  |  |
| 14   | Antoni Krzywonos    | Stal Rzeszów          | 3    |  |  |
| 15   | Ireneusz Szewczyk   | Ostrovia Ostrów Wlkp. | 2    |  |  |
| 16   | Roman Tajchert      | Ostrovia Ostrów Wlkp. | 0    |  |  |